# Air Cargo Global

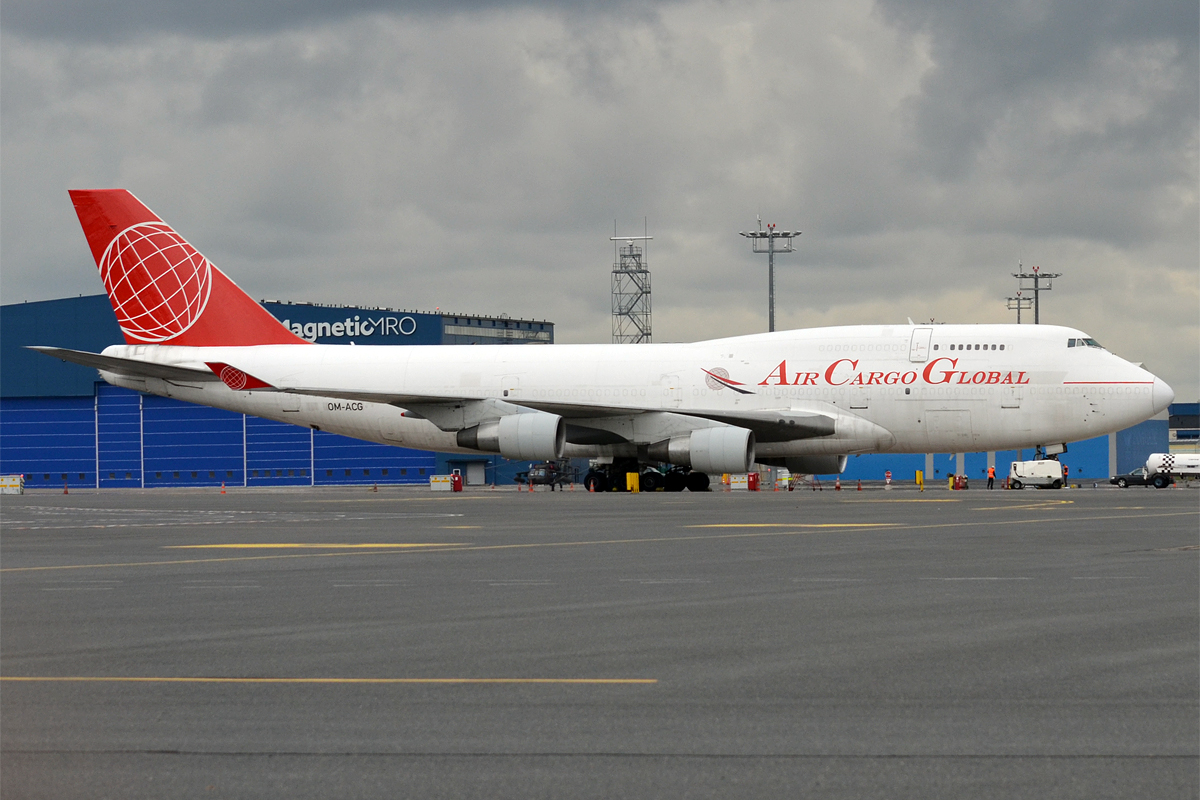
Boeing 747-400F авиакомпании Air Cargo Global

ACG Air Cargo Global, действовавшая как Air Cargo Global, — упразднённая грузовая авиакомпания Словакии, базировавшаяся в братиславском аэропорту имени Штефаника.
Выполняла регулярные и чартерные грузовые перевозки главным образом между Европой и Африкой.

## История
Air Cargo Global была основана в 2013 году словацким бизнесменом Игорем Бондаренко и бывшим генеральным директором Аэрофлот-Карго Андреем Горяшко. Первому при этом принадлежало больше половины новой компании. Флот и ливреи самолётов были унаследованы от немецкого грузового перевозчика Air Cargo Germany, прекратившего свою деятельность в апреле 2013 года.
Первым коммерческим рейсом Air Cargo Global стал чартер из Биллунда (Дания) в Монровию (Либерия) со ста тоннами медикаментов и медицинским оборудованием, выполненный 26 августа 2014 года по контракту с ЮНИСЕФ.
В январе 2019 года авиакомпания запустила регулярный маршрут между Осло и Тяньцзинем на перевозку норвежских морепродуктов в Китай. Рейсы выполнялись дважды в неделю.
С декабря 2019 года ни один самолёт компании не поднимался в воздух, что породило ряд спекуляций на авиационных новостных сайтах о том, что перевозчик прекратил свою деятельность. В марте следующего года Air Cargo Global заявила о продолжении работы и планах реструктурировать бизнес с закрытием собственного представительства во Франкфурте, сотрудники которого были уволены месяц назад. Тем не менее, к октябрю 2020 года все самолёты авиакомпании были переданы другим перевозчикам, а официальный сайт прекратил свою работу.

## Флот
Air Cargo Global эксплуатировала 4 самолёта Boeing 747-400F.

## Авиапроисшествия и инциденты
- 13 ноября 2019 года у самолёта Boeing 747-400F (регистрационный OM-ACG), выполнявшего рейс из Льежа в Тель-Авив, при совершении посадки в аэропорту назначения было пробито колесо основной стойки шасси. Пострадавших не оказалось, лайнер получил повреждения фюзеляжа[6].